# الک اشورث
الک اشورث (انگلیسی: Alec Ashworth; ۱ اکتبر ۱۹۳۹ – ۱۹۹۵ (۵۵−۵۶ سال)) بازیکن فوتبال اهل بریتانیا بود.
از باشگاه‌هایی که در آن بازی کرده‌است می‌توان به باشگاه فوتبال اورتون، باشگاه فوتبال لوتون تاون، باشگاه فوتبال نورث‌همپتون تاون، و باشگاه فوتبال پرستون نورث اند اشاره کرد.